# Южный (Нелидовский район)
Южный — посёлок сельского типа в Нелидовском районе Тверской области России. Входит в состав Нелидовского сельского поселения. Один из крупнейших населённых пунктов района.

## История
По состоянию на 1996 год в посёлке имелось 447 хозяйств и проживало 1198 человек.

## География
Посёлок примыкает к южной части города Нелидово. Улица Маресьева, идущая из Нелидово, приходит и через посёлок Южный.
Улицы
Уличная сеть посёлка представлена 14 улицами, 3 переулками, 2 территориями и 2 шоссе. Главная улица — Маресьева (протяженность 2,5 километра в пределах поселка).

## Население
| 2002 | 2010 |
| ---- | ---- |
| 993  | ↘916 |

Национальный состав
Согласно результатам переписи 2002 года, в национальной структуре населения русские составляли 98 % от жителей.

## Экономика
На территории посёлка функционирует Нелидовский кровельный завод. 